# Asesinato de Mollie Tibbetts
El 18 de julio de 2018, la estudiante de la Universidad de Iowa Mollie Cecilia Tibbetts desapareció mientras hacía footing cerca de su casa en Brooklyn, Iowa. Un mes después, la policía identificó a Cristhian Bahena Rivera, de 24 años de edad, como sospechoso en relación con la desaparición; las imágenes de vigilancia mostraban el coche de Rivera siguiendo a Tibbetts cuando corría. Rivera llevó a la policía al cuerpo de Tibbetts en un maizal del condado de Poweshiek el 21 de agosto. Fue acusado de asesinato en primer grado. 
El estatus de inmigración de Rivera se convirtió en un tema politizado después de que la policía, el Servicio de Ciudadanía e Inmigración de los Estados Unidos y el Servicio de Inmigración y Aduanas de los Estados Unidos indicaran que había estado en los Estados Unidos ilegalmente. La administración Trump y los republicanos usaron el asesinato como tema de conversación a favor de políticas de inmigración más restrictivas. La familia de Tibbetts denunció los esfuerzos que se hicieron por utilizar la muerte de Tibbetts con fines políticos.

## Víctima
Mollie Cecilia Tibbetts nació el 8 de mayo de 1998, en San Francisco, California, de Rob Tibbetts y Laura Tibbetts. Cuando estaba en segundo grado, sus padres se divorciaron, y se mudó a Iowa con su madre y dos hermanos. Su padre mantuvo una estrecha relación con los niños y la última vez que vio a Mollie fue en su boda en junio de 2018. En el momento de su desaparición, era residente de Brooklyn, Iowa, un pequeño pueblo a unas 70 millas (110 km) al este de Des Moines, y cursaba la carrera de psicología en la Universidad de Iowa. Trabajaba en un campamento de día para niños en el . y se preparaba para su segundo año en la universidad cuando desapareció.

## Desaparición
El 18 de julio de 2018, Tibbetts, que había sido corredora de campo traviesa, dejó la casa del hermano de su novio en Brooklyn para hacer footing por la noche. Fue vista por última vez aproximadamente a las 7:30 p. m. CDT y su familia la reportó como desaparecida cuando no se presentó a trabajar al día siguiente. Según la policía, su última comunicación confirmada fue con su novio desde hacía tres años, poco antes de salir a correr. Su novio estaba fuera de la ciudad por trabajo en Dubuque, Iowa, a más de 130 millas (210 km) de distancia. Dijo a los investigadores que recibió un mensaje de Snapchat de ella más tarde en la noche en el que parecía que estaba en el interior de la casa.

## Investigación
En las semanas siguientes, la policía de varios estados investigó cientos de pistas en el caso, incluido un avistamiento no confirmado en una parada de camiones en Kearney, Misuri (que luego se confirmó que era falso), pero no pudo localizar a Tibbetts. Recibieron más de 2.300 pistas y realizaron más de 500 entrevistas durante el curso de la investigación. Como se sabía que siempre llevaba su rastreador de actividad Fitbit, la policía intentó usar sus datos para ayudar a encontrarla.
Unas cuatro semanas después de la desaparición de Tibbetts, la policía dijo que la búsqueda se había reorientado hacia varias zonas específicas de Brooklyn y sus alrededores, entre ellas la casa de su novio, una parada de camiones, un lavadero de coches y dos granjas de la zona. Antes de que se descubriera el cuerpo de Tibbetts, las recompensas monetarias por la información que condujese al cierre del caso habían alcanzado más de 366.000 dólares, superando el récord anterior de recompensas recaudadas por la sucursal local de Crime Stoppers. Como el dinero iba a ser utilizado como recompensa con la condición de que regresara sana y salva, Crime Stoppers anunció que el dinero se devolvería a quienes lo solicitaran o se aportaría al fondo general de Crime Stoppers y/o a la familia Tibbetts.
El 21 de agosto, la policía de Iowa anunció que se había encontrado un cadáver en el condado de Poweshiek, donde se encuentra la ciudad natal de Tibbetts, Brooklyn; el cadáver fue identificado como el de Tibbetts en una autopsia realizada dos días después por el médico forense del estado de Iowa. El sospechoso de 24 años, Cristhian Bahena Rivera, los llevó al lugar.
El 23 de agosto, el médico forense del estado de Iowa realizó una autopsia y registró la causa de la muerte como "múltiples lesiones por arma blanca" y la forma como homicidio

## Sospechas
Cristhian Bahena Rivera, de 24 años de edad, vivía y trabajaba en la zona rural del condado de Poweshiek, donde Tibbetts desapareció. Originario de El Guayabillo, Guerrero, México, llegó a los Estados Unidos a los 17 años y vivió en la zona durante varios años. Había trabajado en otra granja antes de llegar a las Granjas Yarrabee cerca de Brooklyn, Iowa, en agosto de 2014. Rivera se identificó y recibió sus cheques de pago bajo el nombre de John Budd.
Rivera se convirtió en un objetivo de los investigadores después de que estos obtuviesen imágenes de una cámara de vigilancia cercana, que mostraban un Chevrolet Malibú conduciendo de ida y vuelta en el área donde Tibbetts estaba corriendo. Después de vincular el coche con él, la policía se acercó a él sin incidentes. Dijeron que confesó haberla secuestrado y matado, y que luego se deshizo de su cuerpo. Según una declaración jurada de la oficina del sheriff del condado de Poweshiek, les llevó al cuerpo en un lugar apartado dentro de un maizal.

### Estado de inmigración
Un portavoz del Servicio de Ciudadanía e Inmigración dijo que sus sistemas no indicaban que Rivera tuviese un estatus de inmigración legal. Más tarde, el Servicio de Inmigración y Aduanas de EE. UU. confirmó esta determinación, diciendo que "la policía sigue estando absolutamente segura de que hemos identificado correctamente al sospechoso como un extranjero ilegal de México, basándose tanto en las entrevistas de investigación con él como en las comprobaciones de los registros". Rivera trabajaba en las Granjas Yarrabee, propiedad de la familia de un prominente líder republicano de Iowa, Craig Lang. Como parte de su empleo, la familia Lang permitió que Rivera viviera sin pagar alquiler en sus tierras. Las Granjas Yarabee inicialmente afirmaron que habían investigado el estatus migratorio de Rivera a través del programa federal E-Verify. Después de que E-Verify indicó que Yarabee Farms no estaba suscrito a su programa, Yarabee Farms dijo que utilizaba el sistema de la Administración de la Seguridad Social y aclaró que Rivera les había dado información falsa. En una moción de obligación de silencio el 22 de agosto, el abogado de Rivera dijo que Rivera estaba en los Estados Unidos legalmente.

## Procedimientos legales
El 22 de agosto de 2018, Rivera fue acusado de asesinato en primer grado.  El juez elevó su fianza  de 1 millón a 5 millones de dólares cuando el fiscal lo señaló como en riesgo de fuga.
El 24 de agosto, Rivera cambió su consejero legal. Chad y Jennifer Frese, un matrimonio que normalmente trabaja para diferentes bufetes de abogados, fueron contratados privadamente por los familiares de Rivera para representarlo. El 19 de septiembre, Rivera se declaró inocente.

## Reacciones

### Memoriales y homenajes
El hermano menor de Tibbetts y su equipo de fútbol la conmemoraron imprimiendo sus iniciales en las camisetas del equipo. Algunos corredores usaron la etiqueta #MilesforMollie para resaltar el acoso y los problemas de seguridad que experimentan las mujeres que corren, ya que ella fue atacada mientras corría. Sus amigos crearon un grupo en línea que llamó la atención en los medios sociales llamado "The Mollie Movement", que anima a la gente a ser amable con los demás en su honor. Durante su funeral, su familia pidió a los dolientes que recordaran su pasión por la vida y su deseo de ayudar a los demás.

### Politización de la muerte de Tibbetts
El caso se convirtió en un tema de conversación política para pedir políticas de inmigración más restrictivas. Los opositores a la inmigración ilegal enfatizaron que el sospechoso había entrado al país ilegalmente, a pesar de que las investigaciones muestran que los inmigrantes ilegales tienen menos probabilidades de cometer delitos que los americanos nacidos en el país. Los liberales caracterizaron la politización del caso Tibbetts como alentadora de miedo. El Vicepresidente Mike Pence llamó la atención sobre el caso al principio de un discurso en Des Moines el 15 de agosto, diciendo a una multitud de partidarios del Presidente Donald Trump que el gobierno continuaría proporcionando "todo y cualquier apoyo federal" al caso. Pence se reunió más tarde con la familia Tibbetts a bordo del Air Force Two. El Presidente Trump hizo una declaración en video el 22 de agosto diciendo: "Una persona vino de México ilegalmente y la mató. Necesitamos el muro, necesitamos que cambien nuestras leyes de inmigración, necesitamos que cambien nuestras leyes fronterizas". Un correo electrónico de campaña enviado por el comité de Donald J. Trump para Presidente, Inc. culpó a las políticas de inmigración de los demócratas por la muerte de Tibbetts.
En agosto de 2018, después de que el cuerpo de Tibbetts fuera recuperado, la familia Tibbetts emitió una declaración en la que pedían tiempo y privacidad. Además, el padre de Tibbetts -en respuesta a Donald Trump, Jr.- criticó como "despiadado" y "despreciable" el uso de la muerte de Tibbetts con fines políticos; especialmente denunció su uso contra los inmigrantes. El padre de Tibbetts dijo: "La comunidad hispana es Iowans. Tienen los mismos valores que los Iowans. En lo que a mí respecta, son Iowans con mejor comida". Denunció a aquellos que "se apropian del alma de Mollie al proponer puntos de vista que ella creía que eran profundamente racistas". 